# Allure (Magazin)
Allure ist ein US-amerikanisches Frauenmagazin, das 1991 von Chefredakteurin Linda Wells gegründet wurde. Es erscheint monatlich in der Verlagsgruppe Condé Nast Publications. Bekannt ist es unter anderem für die jährlich vergebenen „Best of Beauty Awards“, eine Auszeichnung, die jedes Jahr in der Oktoberausgabe für die besten Beautyprodukte vergeben wird. 

Logo der Allure

## Geschichte
Linda Wells, die damals noch als Beautyredakteurin beim The New York Times Magazine arbeitete, wurde von S. I. Newhouse junior darauf angesprochen, ein Konzept für ein Frauenmagazin zu entwickeln. Die ursprüngliche Vorlage wurde kurz vor der geplanten Veröffentlichung verworfen und völlig überholt.
Allure konzentriert sich auf Aussehen, Mode und Gesundheit für Frauen. Allure war die erste Zeitschrift, die unter anderem über die Gesundheitsrisiken von Silikonbrustimplantaten berichtete.
Die „Best of Beauty Awards“ werden jedes Jahr im Oktober veröffentlicht. Hierbei gibt es 2 Kategorien, die favorisierten Produkte der Redakteure und die der Leser. Das „Gewinner“-Siegel wird oftmals auf den Verpackungen der Gewinnerprodukte abgedruckt.
ISSN 1054-7711

## Weblink
- Website (englisch)